# Tibor Kopacz
Tibor Kopacz (Miercurea Ciuc, 17 april 1962 - 9 mei 2009) was een Roemeense langebaanschaatser. Kopacz wordt ondanks zijn korte internationale carrière, gezien als de beste Roemeense schaatser aller tijden. Geen enkele Roemeen eindigde zo hoog op een internationaal kampioenschap als Kopacz. In 1984 haalde hij de vijfde plek in het eindklassement van het EK Allround, met slechts 0,2 punt achterstand op de zilveren medaille. Ook won hij dat toernooi als enige Roemeense man ooit een afstandsmedaille. Op de door Igor Malkov gewonnen 5km reed hij met 7.11,84 naar de derde plek. Op andere toernooien kon hij het hoge niveau dat hij tijdens dit kampioenschap in het Noorse Larvik haalde niet benaderen.
Tibor Kopacz stierf op 9 mei 2009 op 47-jarige leeftijd.

## Resultaten
| Jaar | EK Allround            | WK Allround             | Olympische Spelen              |
| ---- | ---------------------- | ----------------------- | ------------------------------ |
| 1983 | 10e (15e, 5e, 8e, 11e) | NC27 (29e, 25e, 26e, -) |                                |
| 1984 | 5e · (5e, , 8e, 10e)   |                         | 22e 1500m 19e 5000m 24e 10000m |

NC# = niet aan de afsluitende vierde afstand deelgenomen